# Севаз
Севаз (узб. Sevaz / Севаз) — посёлок городского типа, расположенный на территории Китабского района Кашкадарьинской области Республики Узбекистан.

Статус посёлка городского типа с 2009 года.